# امامزاده عبدالله (آمل)
امامزاده عبدالله یکی از امامزادگان شاخص ایران است. هنگامی که در جادهٔ هراز به سوی آمل می‌روید، پنج کیلومتر مانده به آمل، جاده‌ای از راه اصلی جدا می‌شود که از میان جنگل‌های انبوه، به آرامگاه امامزاده عبدالله در روستای اسکومحله می‌رسد. ساختمان اصلی امامزاده در سال ۱۳۴۳ هجری شمسی تخریب و بنای نوساز و با عظمت کنونی به جای آن‌ساخته شد. در صحن بنای امامزاده ضریحی از طلا و نقره کار هنرمندان اصفهان کار گذاشته شده‌است. از آثارقدیمی آستانه امامزاده عبدالله، حوض شفا، مرقد بی‌بی فاطمه و سقاخانه آن است. همچنین زائرسراها و هتل‌های درجه یک و دو با سرویس‌های لازم، بازار و حجره‌ها، اتاق‌های مدیران و مسئولین، سالن بزرگ غذاخوری، ساختمان بانک و بناهای دیگر برای آسایش و راحتی زائران ساخته شده‌است.

## تخریب ساختمان اصلی
در سال‌های اخیر ساختمان اصلی امامزاده تخریب شد و معماری آن که به زمان پهلوی  برمی‌گشت به دلیل کلیسایی بودن شکل مقبره از بین رفت و اعتراضات زیادی را در پی داشت و   جای آن طرح جامع امامزاده که بزرگترین طرح امامزاده‌ای در شمال ایران است جایگزین بقعه قبلی شد.

## نگارخانه

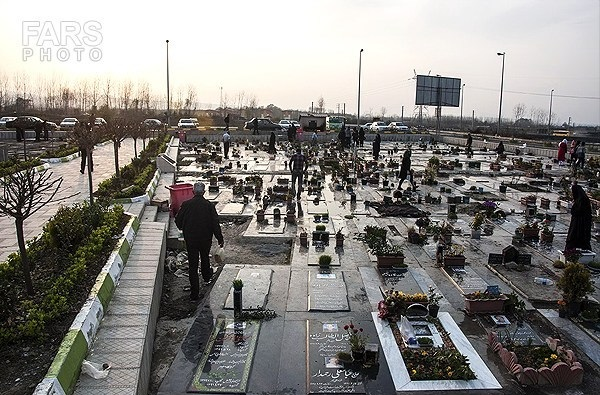
آرامگاه امامزاده عبدالله

ایشان همچنین از نوادگان امام موسی کاظم علیه السلام بوده است